# Liste der Grafen von Périgord
Folgende Personen waren Grafen von Périgord:

## Haus Taillefer
- Vulgrin I., Graf von Périgord 866–886, Angoulême und Agen
- Wilhelm I., dessen Sohn, Graf von Périgord 886–920
- Bernard Grandin, dessen Sohn, Graf von Périgord ab 920,
- Arnaud Barnabé, † vor 962, dessen Sohn, Graf von Périgord und Angoulême
- Wilhelm III. Tallerand, † 962, dessen Bruder, Graf von Périgord und Angoulême
- Ranulf Bompar, X 975, dessen Bruder, Graf von Périgord und Angoulême
- Richard Insipiens, † nach 975, Graf von Périgord
- Emma, Schwester Bernards, ⚭ Boson I. le Vieux, Graf von La Marche

## Haus Périgord
- Boson I. le Vieux (der Alte) Graf von La Marche und Périgord ⚭ Emma von Périgord.
- Elias I., deren Sohn, Graf von Périgord um 974
- Aldebert I., dessen Bruder, Graf von La Marche und Périgord 975–997
- Boson II., dessen Bruder, Graf von La Marche und Périgord 988–1010:, ⚭ Almodis
- Elias II., dessen Sohn, Graf von Périgord vor 1006–nach 1031
- Boson III., dessen Bruder, Graf von Périgord vor 1031–vor 1044
- Aldebert II., dessen Sohn, Graf von Périgord vor 1044–um 1073
- Elias III., dessen Sohn, Graf von Périgord um 1073–um 1104
- Wilhelm Talleyrand, dessen Sohn, Graf von Périgord um 1104–um 1115
- Elias IV. Talleyrand, dessen Sohn, Graf von Périgord(?) um 1115–nach 1131
- Elias V. Rudel, Sohn von Elias III., Graf von Périgord nach 1131–um 1146/49
- Aldebert III., Sohn von Aldebert II., Graf von Périgord vor 1044–um 1116
- Boson IV., dessen Sohn, Graf von Périgord um 1116–1166
- Elias VI. Talleyrand, dessen Sohn, Graf von Périgord nach 1166–um 1203/04
- Elias VII. Talleyrand, dessen Sohn, Graf von Périgord 1204–um 1212
- Archambaud I., dessen Bruder, Graf von Périgord(?)
- Archambaud II. Tailleyrand, Sohn von Elias VII., Graf von Périgord 1212–1239
- Elias VIII. Talleyrand, dessen Sohn, Graf von Périgord 1239–um 1247/51
- Archambaud III., dessen Sohn, Graf von Périgord um 1247/51–um 1300
- Elias IX. Talleyrand, dessen Sohn, Graf von Périgord um 1300–um 1315
- Archambaud IV., dessen Sohn, Graf von Périgord um 1315–1335
- Roger Bernard, dessen Bruder, Graf von Périgord 1335–1369
- Archambaud V., dessen Sohn, Graf von Périgord 1369–1397
- Archambaud VI., dessen Sohn, Graf von Périgord, 1398 enteignet

Périgord wurde am 17. April 1398 beschlagnahmt, der letzte Graf (Archambaud VI.) später abgesetzt, Das Périgord wurde dem Herzog von Orléans gegeben.
- Ludwig (Louis), Herzog von Orléans etc., Graf von Périgord, † 1407
- Johann (Jean), Graf von Angoulême und Périgord, dessen Sohn, † 1467

Jean Favier gibt im Dictionnaire de la France médiévale folgenden Erbgang an:
- Jean d’Angoulême verkauft Périgord 1438 an Jean de Châtillon, Graf von Penthièvre
- Jean de Châtillon, 1433 Graf von Penthièvre, 1438 Graf von Périgord, † 1454
- Francoise de Châtillon, 1481 bezeugt, dessen Nichte, Gräfin von Périgord, Vizegräfin von Limoges, ab 1470 Ehefrau von Alain d’Albret
- Deren Nachkomme und Erbe ist König Heinrich IV.

Schwennicke schließt sich in den Europäischen Stammtafeln Band VII (1979) Tafel 18 und Band II (1984) Tafel 14A Favier an, gibt aber in Band II (1984) Tafel 24 die Daten:
- Charles de Valois-Angoulême (* 1459; † 1496), Sohn von Jean d’Angoulême, 1467 Graf von Angoulême und Périgord
- François de Valois-Angoulême (* 1494; † 1547), dessen Sohn, 1496 Graf von Angoulême und Périgord, 1515 als Franz I. König von Frankreich

- Gabriel Marie de Talleyrand-Périgord wurde am 7. Februar 1767 zum Grafen von Périgord ernannt. Er ist der Onkel von Charles Maurice de Talleyrand, dem französischen Diplomaten.